# Endophloeus porteri
Endophloeus porteri is een keversoort uit de familie somberkevers (Zopheridae). De wetenschappelijke naam van de soort werd in 1925 gepubliceerd door Juan Brèthes.